# Chōwa
Chōwa (japanisch 長和) ist eine japanische Ära (Nengō) von Februar 1013 bis Mai 1017 nach dem gregorianischen Kalender. Der vorhergehende Äraname ist Kankō, die nachfolgende Ära heißt Kannin. Die Ära fällt in die Regierungszeit des Kaisers (Tennō) Sanjō.
Der erste Tag der Chōwa-Ära entspricht dem 8. Februar 1013, der letzte Tag war der 20. Mai 1017. Die Chōwa-Ära dauerte sechs Jahre oder 1563 Tage.

## Ereignisse
- 1016: Fujiwara no Michinaga wird Regent (Sesshō)
- 1016: Go-Ichijō Tennō besteigt den Thron
- Höhepunkt der höfischen Literatur, getragen von Hofdamen wie Murasaki Shikibu, Izumi Shikibu und Akazome Emon